# Chaetopsylla homoea
Chaetopsylla homoea är en loppart som beskrevs av Rothschild 1906. Chaetopsylla homoea ingår i släktet Chaetopsylla och familjen grävlingloppor. Inga underarter finns listade i Catalogue of Life.